# Skalenoedr

skalenoedr

Skalenoedr – wielościan przypominający nieco swym kształtem podwójną piramidę sześcioboczną. Ściany obu "piramid" stykają się ze sobą wzdłuż linii zygzakowatej tworząc na przemian trzy kąty większe z trzema mniejszymi. Oś główna trójkątnej symetrii łączy przeciwległe wierzchołki "piramid".